# 古今亭菊之丞
古今亭 菊之丞（ここんてい きくのじょう、1972年10月7日 - ）は、東京都渋谷区出身の落語家。落語協会在籍。本名∶小川 亮太郎。出囃子は『元禄花見踊（追い回し）』、紋は『裏梅』。2022年7月までは三木プロダクションに所属していたが、同年10月よりラルテに所属。

## 経歴

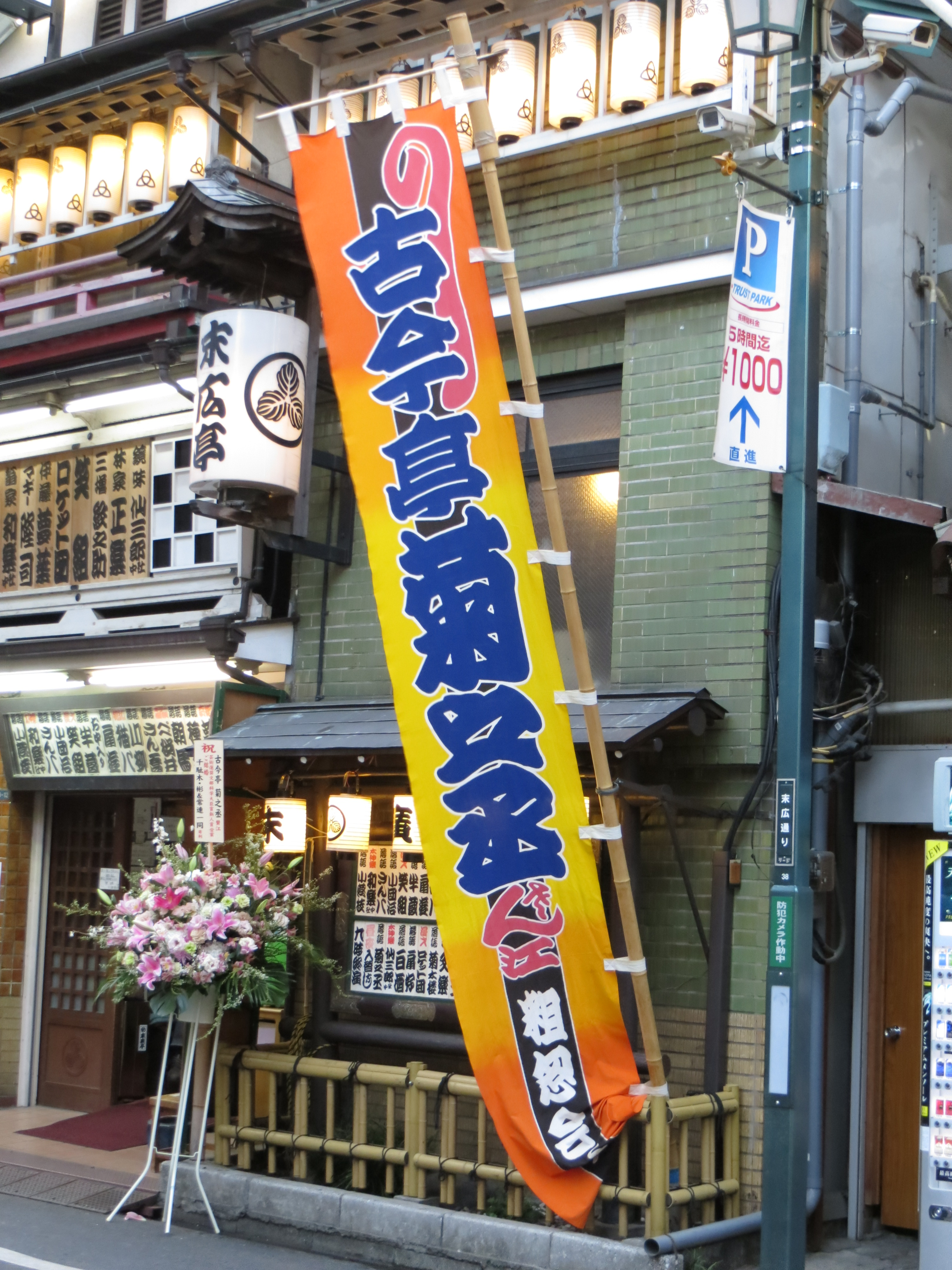

1991年3月に千葉県立国分高等学校を卒業。国分高校の後輩には柳家さん花がいる。5月に二代目古今亭圓菊に入門。7月に前座となり楽屋入り。前座名は菊之丞。
1994年11月、二ツ目に昇進。
2003年8月、真打昇進披露興行を前に、新宿末廣亭から花園神社までお練りを挙行。落語界では初のお練りとなる。同年9月 鈴本演芸場下席（21日 - 30日）より、単独で真打昇進。
2006年に一般人女性と結婚するものちに離婚。2013年3月、NHKのアナウンサー・藤井彩子と結婚。藤井とは再婚同士の結婚となる。

## 芸歴
- 1991年
  - 5月∶二代目古今亭圓菊に入門。
  - 7月∶前座となる、前座名「菊之丞」。
- 1994年11月∶二ツ目昇進。
- 2003年9月∶真打昇進。

## 役職
- 2020年∶落語協会理事に就任。

## 受賞歴
- 1998年2月∶北とぴあ若手落語家競演会北とぴあ大賞
- 2001年11月∶市川市民文化賞奨励賞
- 2002年∶NHK新人演芸大賞落語部門大賞
- 2008年6月∶平成19年度国立演芸場花形演芸会金賞
- 2009年6月∶平成20年度国立演芸場花形演芸会金賞
- 2011年6月∶平成22年度国立演芸場花形演芸会金賞
- 2013年
  - 3月∶第63回芸術選奨文部科学大臣新人賞（大衆芸能）
  - 11月∶第五代落語協会大喜利王
- 2017年2月∶第71回芸術祭賞優秀賞受賞

### テレビ番組
- 落語者（テレビ朝日）
  - 『たいこ腹』（2010年2月23日）
  - 『幾代餅』（2011年7月8日）
  - 『お見立て』（2011年8月5日）
- 落語家Xの快楽スペシャル 久本雅美×古今亭菊之丞（2012年3月、WOWOW）- 久本に『たちきり』を指導。
- 64（2015年、NHK） - 辻内欣司 役
- 超入門!落語 THE MOVIE（NHK）
  - 『元犬』『紙入れ』（2016年3月28日） - 噺家
  - 『お見立て』（2016年10月19日） - 噺家
- 落語ディーパー! 〜東出・一之輔の噺のはなし〜　古今亭志ん生スペシャル（2019年3月25日・26日、NHKEテレ）
- 大河ドラマ　いだてん〜東京オリムピック噺〜（NHK）- 六代目金原亭馬生 役 - 落語、江戸ことば指導
- 開運!なんでも鑑定団（テレビ東京、2021年4月13日）

### 映画
- 二つ目物語（2022年、林家しん平監督、クロスロード）- 秋乃家紅葉 役

### インターネット
- お台場寄席DOUGA（フジテレビ無料動画サイト「見参楽」）

### 吹き替え
- ファインディング・ドリー（2016年） - おしゃべりシャコガイ 役

## 著書
- こういう了見（2010年、WAVE出版） ISBN 978-4872905069
- 奥山景布子 (著)、古今亭菊之丞 (監修) 小説 真景累ヶ淵（2020年、二見書房）ISBN 978-4576201511

## CD・DVD

### CD
- 古今亭菊之丞名演集 1（2009年、ポニーキャニオン） B001U8RI2E

※『たちきり』『愛宕山』を収録。
- 古今亭菊之丞名演集 2（2009年、ポニーキャニオン） B001U8RI2O

※『三味線栗毛』『法事の茶』を収録。
- 古今亭菊之丞名演集 3（2009年、ポニーキャニオン） B001U8RI2Y

※『素人鰻』『景清』を収録。

### DVD
- 本格 本寸法 ビクター落語会 古今亭菊之丞 其の壱（2008年、ビクターエンタテインメント） B001GUMSDU

※『愛宕山』『紙入れ』を収録。

## 演目
- 青菜
- 愛宕山
- 井戸の茶碗
- 今戸の狐
- 鰻の幇間
- 大山詣り
- お藤松五郎
- 親子酒
- 火焔太鼓
- 景清
- 鰍沢[注 1]
- 紙入れ
- 替り目
- 子別れ
- 三味線栗毛
- 芝浜
- 素人鰻
- 心眼
- 酢豆腐
- 千両蜜柑
- 幇間腹
- たちきり
- 短命
- 茶の湯
- 町内の若い衆
- 佃祭
- 天狗裁き
- 転宅
- 富久
- 二番煎じ
- 鼠穴
- 寝床[注 2]
- 反魂香
- 百年目
- 干物箱
- 不動坊
- 船徳
- 文七元結
- 法事の茶
- 棒鱈
- 妾馬
- 百川
- 柳田格之進
- 夢金
- 淀五郎
- らくだ
- 悋気の火の玉
- 藁人形

### 怪談噺
- 死神
- 豊志賀の死
- もう半分

### 廓噺
- 明烏
- 居残り佐平次
- お見立て
- 三枚起請
- 五人廻し
- 付き馬
- 山崎屋

### 政談
- 大工調べ
- 唐茄子屋政談

### 左甚五郎もの
- ねずみ
- 三井の大黒[注 3]

## 弟子

### 二ツ目
- 古今亭雛菊[4]

雛菊（まめ菊）の前後にも二人ずつ弟子を採っていたが、いずれも初高座、楽屋入り前に辞めさせている。

### 色物
- タブレット純（ムード歌謡漫談）